# Курентованье

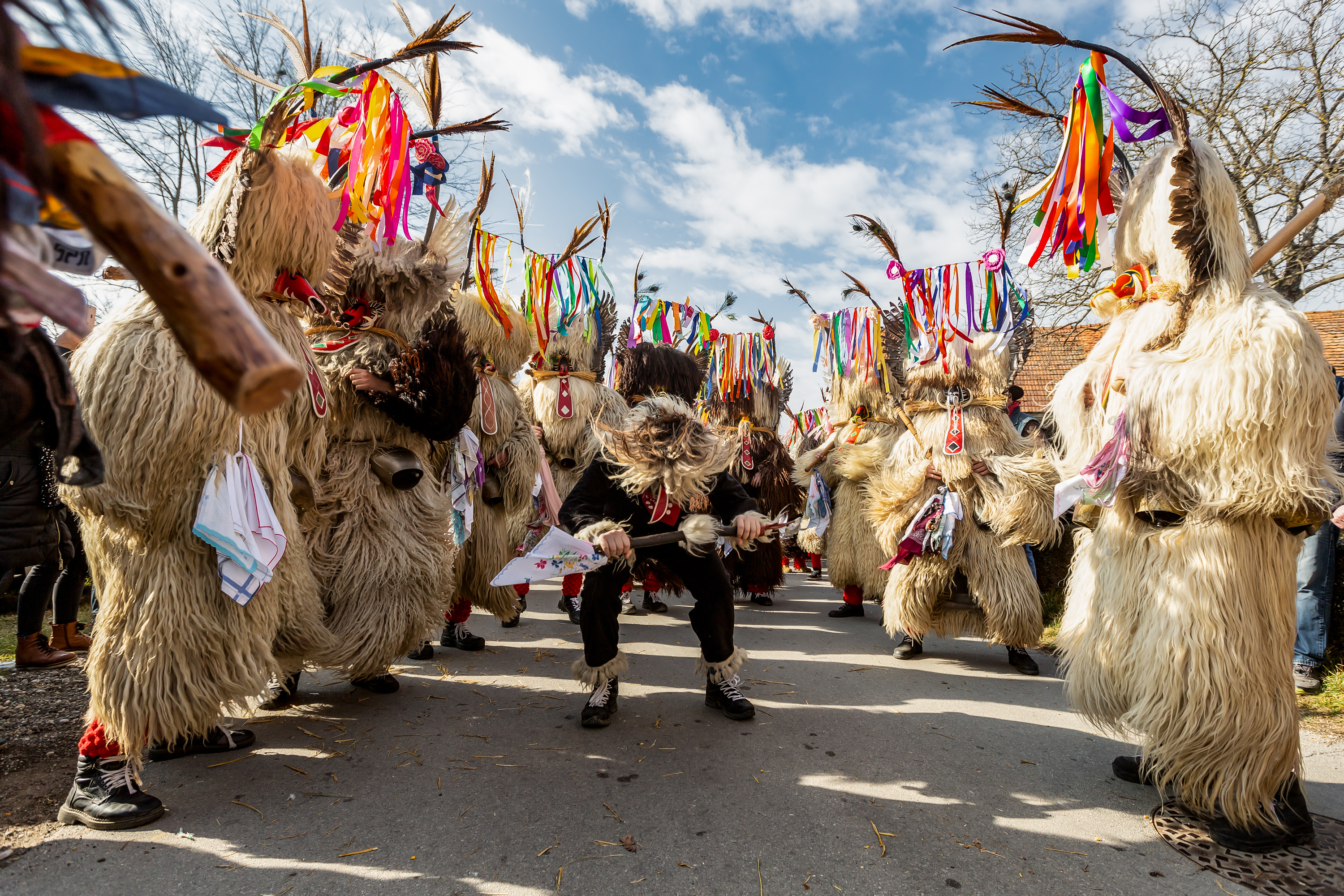
Куренты в городе Птуй

Курентованье — словенский мясопустный народный ритуал в честь весны и плодородия, который представляет собой карнавал с целью изгнания зимы. Аналог Масленицы. Истоки Курентованья сомнительны, но вполне вероятно, связаны со славянским язычеством. Типичные курентские танцы с марта происходят в деревне в большом втако в определённом месте и шум от этого празднества поглощает всю деревню. Сегодня Курентованье часто устраивают в городских центрах.

## Обряды
Словенский обряд курентованье символизирует пахоту. «Курент» рядился в вывернутый тулуп и шапку с длинной шерстью, которой приписывалась магическая сила, на поясе звенели привязанные коровьи колокольчики (ср. Кукер). «Курент» вёл плуг и носил с собой палку, на конце которой крепилась ежовая кожа, которой он подгонял ряженых, изображающих «коней», и отгонял дразнивших его детей. «Кони» или «орачи» (словен. oráči) были увешаны бубенцами на поясе и тянули настоящий или декоративный плуг. «Кони» с пением кружились по двору, проводя деревянным плугом неглубокие борозды в снегу. «Курент» сеял в борозды мякину. Если в доме были молодожёны — их с пением катали на том же плуге. Хозяева благодарили ряженых и выносили колбасу, яйца или иные продукты, считая, что, если не одарить их, «Курент» может навести порчу на скотину, покатавшись по земле в её дворе (ср. колядование).
В словенском Приморье курентованье начиналось ранним утром, Процессия обходила дворы односельчан и у каждого дома щёлкала кнутами, произнося благопожелания хозяевам. Возглавлял шествие «пастух», который периодически трубил в рог, за ним четыре «коня» тянули телегу с навозом, покрытую полотном, в которой сидел музыкант. Идущий за плугом «пахарь» время от времени падал на землю и кувыркался. В Костаневице в масленичный вторник «орачи» «пахали» по улицам, а «плужар» время от времени снимал с крюка верёвку, за которую они тянули плуг, и «орачи» падали на землю. В Добреполе (Средняя Словения) «пахали» деревянной палкой или перевёрнутой бороной, парень, ряженый «бабой», сеял мякину, а идущий следом разравнивал борозды граблями. В области Горнего озера пахали настоящим плугом на настоящих конях, а «бабы» сеяли в «пашню» опилки.

## История фестиваля
В Масленичное воскресенье, 27 Февраля 1960, состоялся первый фестиваль (организованное мероприятие) «Курентованье», который был проведён в Птуе. Во время фестиваля люди в традиционных карнавальных масках из Марковцев выстроились в карнавальное шествие. Под звуки музыки, которую играли местные группы, повели процессию стали танцующие копьеносцы, за ними пахари, «российский канал», медведь, феи, петушки и куренты. Событие получило огромный успех и вызвало всеобщий интерес, который призвал организаторов, продолжить его. В 1962 году событие вышло за пределы местной границы, приглашая «лауфарей» (бегунов) от Церкно и Свадьба с сосной (словен. Borovo gostüvanje) от Предановцей в регионе Прекмурье. Но международный аспект он получил только в последующие годы, когда к местным и словенским традиционным маскам присоединились ряженые в масках из Хорватии, Сербии, Македонии, Венгрии, Австрии, Италии и других стран.
Главным событием Курентованья является процессия групп в традиционных масках в Прощёное воскресенье во второй половине дня. Составной частью мероприятия также являются презентации отдельных групп традиционного мясопустного карнавала, происходящие либо накануне в субботу либо утром в воскресенье до начала процессии. В 1994 году Курентованье обновилось как событие, задуманное для показа различных выступлений традиционных карнавальных масок на площади перед ратушей, где по программе проводятся развлекательные мероприятия. В 1999 году организаторы ввели звание Принца Карнавала (Мяспуста), который с тех пор выбирался из активных участников представления в области Птуй.
В течение последних нескольких лет, карнавал начинался в полночь 2 февраля (Сретение). Будина, один из наиболее сельских пригородов Птуя, проводит такое событие, разжигая огромный костёр, вокруг которого начинают танцевать двенадцать курентов, обвязанных цепью и пятью колоколами, держа деревянный клуб в своих руках, тем самым символизируя начало карнавала.

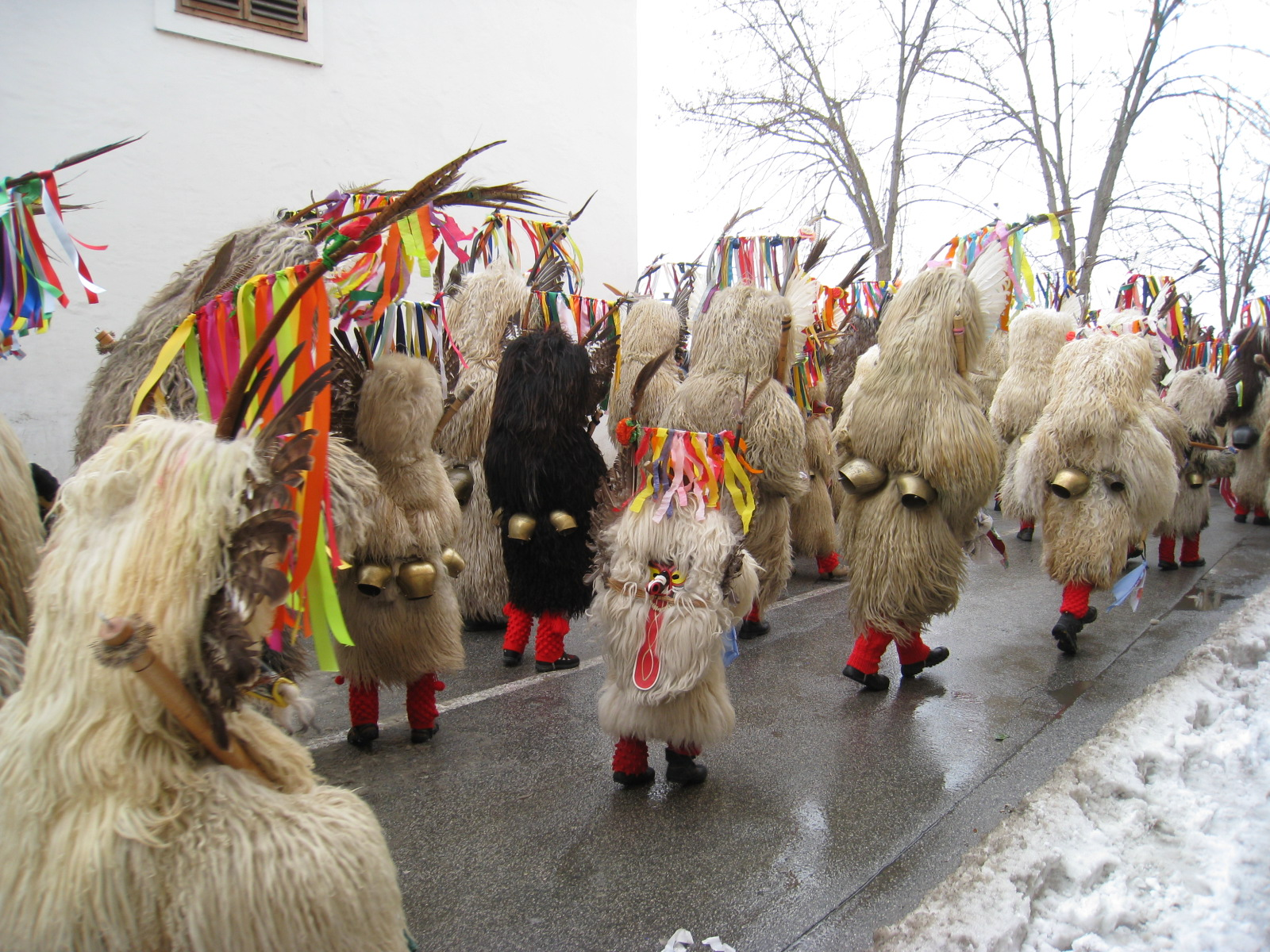
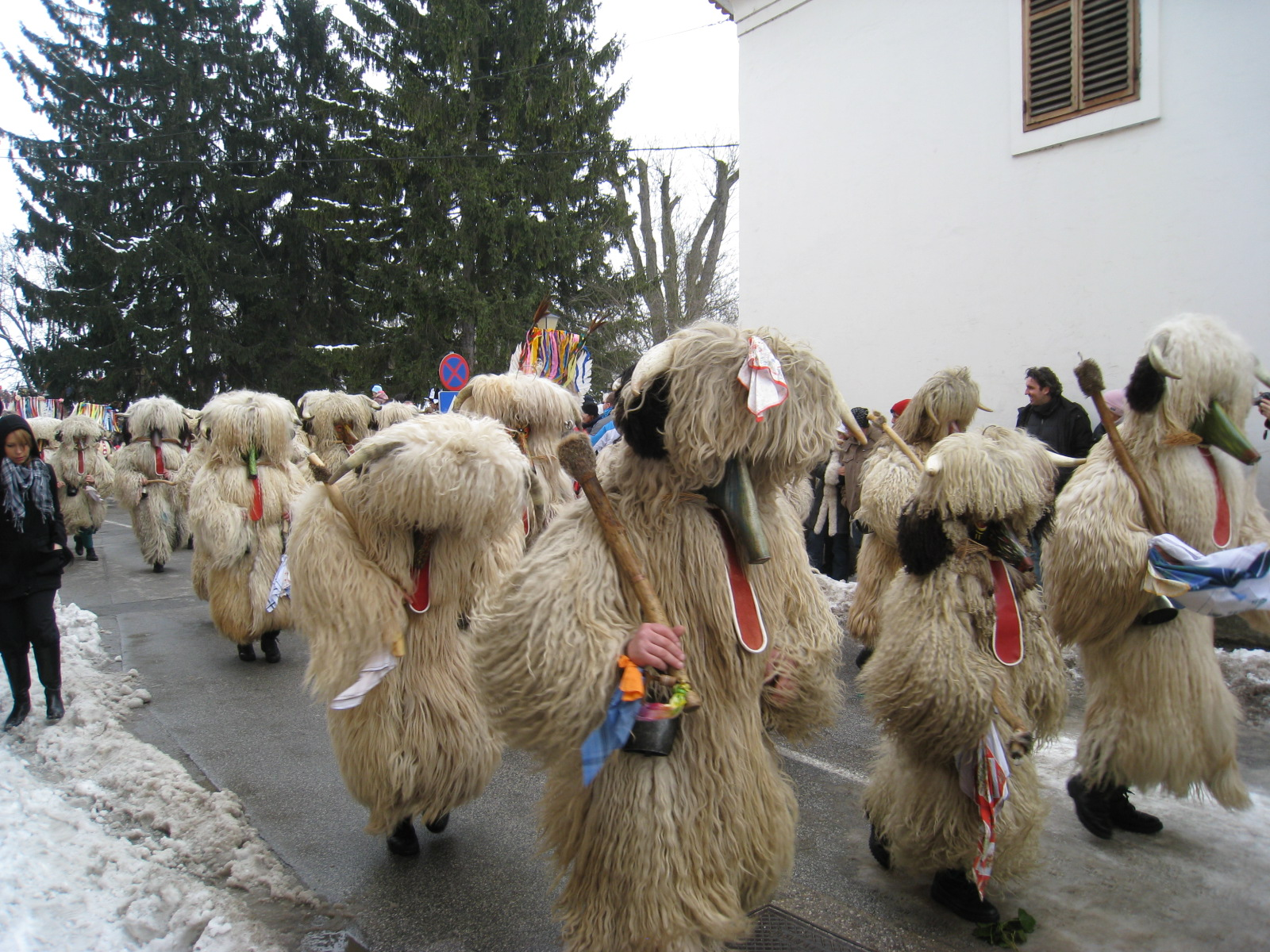
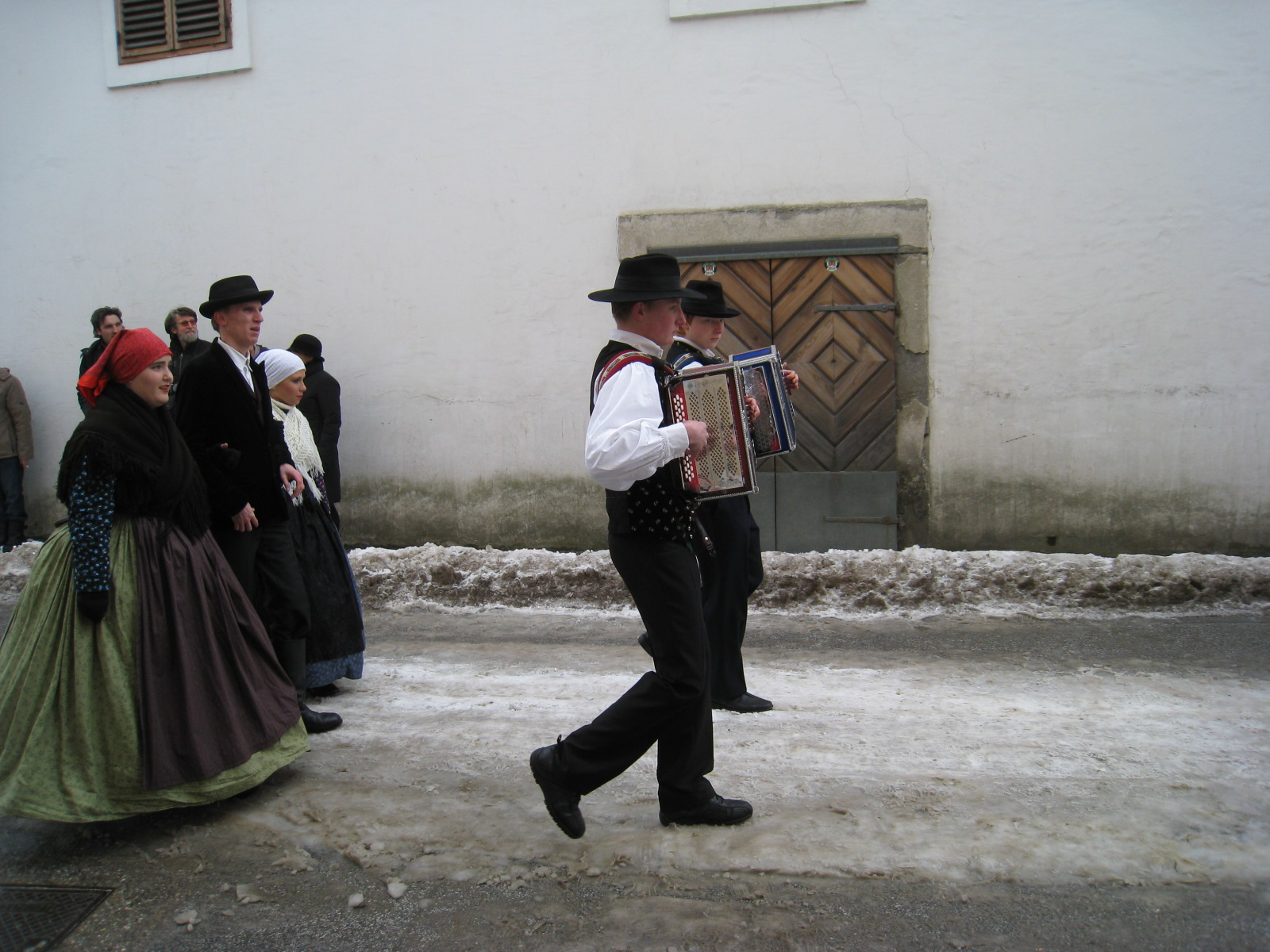
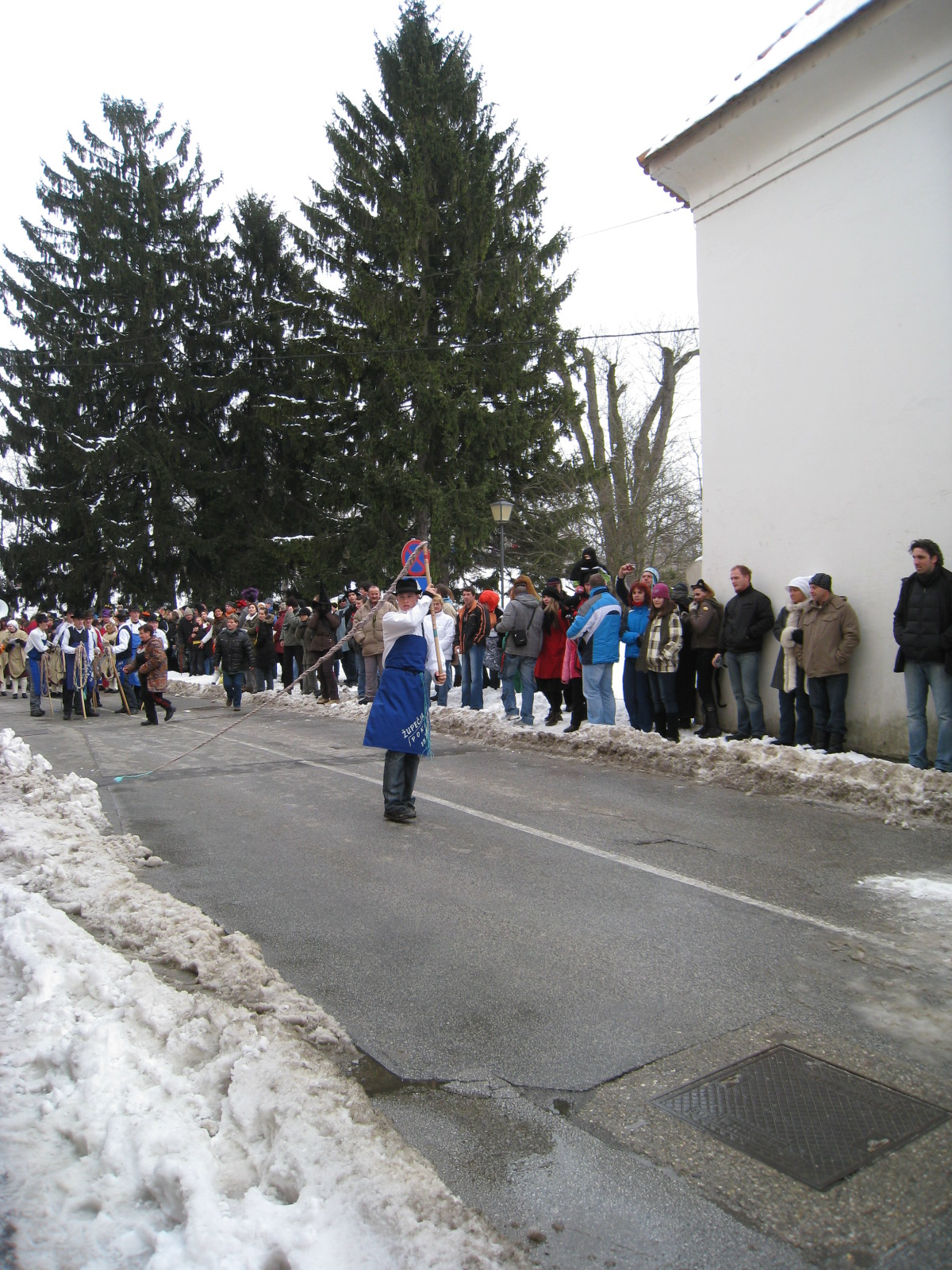

Идея провести фестиваль в Птуе зародилась в 50-х годах прошлого века. В 1959 году Драго Хасл, решительно поддержал тех, кто поделился своими взглядами, предложив Историческому Обществу Птуя взять на себя организацию и осуществление карнавального события, которое должно было быть названо в честь самой известной маски «Курент». Драго Хасл, неутомимый организатор Курентованья с момента его начала до 70-х годов прошлого века, был твердо убежден, что организованное мероприятие может помешать чрезвычайно быстрому прогрессированию к исчезновению карнавальных привычек в окрестных деревнях, а с другой стороны, такие выступления могут встретить ожидания многочисленных зрителей.
В 2010 году отмечалось 50-летие первой организованной процессии традиционных масок карнавала в Птуе. Карнавал, состоявшийся с 6 по 16 февраля 2010 года, был хорошо подготовлен и по опросу зрителей он понравился почти всем.
Куренты или коранты — основные карнавальные фигуры являющиеся самой известной фигурой традиционного карнавала всего региона. Есть два типа курентов: так называемые «пернатые» и «рогатые». Курент носит пальто из овечьей шкуры, вокруг его талии висит цепь с огромными колоколами, тяжелые ботинки и гетры, а голова покрыта крышкой. Деревянный клуб, как правило, держится в левой руке.